# VIP (programa de televisió)
VIP (sigles de l'expressió anglesa Very Important Person, traduïdes com a Persona Molt Important) va ser un concurs de televisió espanyol emès per Telecinco entre el 5 de març de 1990 i el 10 de desembre de 1992.

## Mecànica del programa
El concurs es fonamenta en les regles del cèlebre joc de tres en ratlla. El tauler era substituït per un panell-escenari amb nou caselles-balcons en cadascuna de les quals se situava un personatge popular. Al personatge se li feia una pregunta relacionada amb la seva carrera professional o amb alguna anècdota personal, i el concursant havia d'encertar si la resposta que el personatge donava era veritable o falsa. Si encertava, marcava aquesta casella amb el seu símbol (cada concursant tenia un dels típics símbols de les ratlles, l'O i la X), i si fallava, es marcava amb el símbol del contrincant. S'obtenia premi per cada encert, i un premi de major quantia cada vegada que s'aconseguia tres en ratlla.
El seu precedent televisiu és el concurs nord-americà Hollywood Squares, emès per la cadena NBC entre 1965 i 1982.
L'espai comptava amb un patrocinador imaginari, Cacao Maravillao, presentat mitjançant un quartet de brasileres (batejades, precisament com Les Cacao Maravillao) que al ritme d'una coreografia entonaven la tonada composta per l'italià Renzo Arbore, en el seu títol original Cacao Meravigliao

## Formats
Des d'un primer moment, es va emetre un lliurament diari del concurs, amb el nom de VIP, també coneguda com a VIP Tarde, que es programava de dilluns a divendres al migdia amb una durada de mitja hora i una edició nocturna, per a la nit dels dissabtes, de major durada i amb actuacions musicals que es va dir VIP Noche.
En l'estiu de 1990 el programa es va gravar en la localitat costanera de Marbella i va passar a dir-se VIP Mar, sent aquesta la primera versió presentada per Emilio Aragón.
Des de setembre d'aquest mateix any, va començar a emetre's a més, una edició infantil, cridada VIP Guay per a la tarda els dissabtes.
A partir d'abril de 1991 desaparegué VIP i l'única versió diària va ser la infantil, VIP Noche passà als diumenges i es va estrenar VIP Corazón, amb preguntes basades en la premsa rosa.

## Presentadors
En una primera etapa va ser presentat pel ventríloc José Luis Moreno, acompanyat per Belén Rueda com a hostessa del programa.
El juliol, amb l'estrena de VIP Mar, Emilio Aragón Álvarez va substituir a Moreno en les tasques de presentació. Es va fer càrrec dels tres formats VIP, VIP Noche (amb Belén Rueda) i VIP Guay.
En el cas de VIP Noche i VIP Corazón, des de juny de 1991, Rueda va ser substituïda per la model Mar Flores. Després de l'estiu, Belén Rueda tornava al programa. El gener de 1992, durant uns mesos, la cantant mexicana Thalía es va sumar a les labors de presentació. Al llarg de 1991, també va col·laborar en les tasques de presentació la vedette Carmen Russo.
Quant a VIP Guay, en la temporada 1990-1991 Aragó va estar acompanyat per les nenes Ana Chávarri i Raquel Carrillo, que van ser substituïdes el 1991-1992 per Tito Augusto i Lara de Miguel. En aquesta mateixa temporada s'incorporava Antonio Mateo en el paper de "Manito", germà petit fictici de Mané. Des de gener de 1992 fins a la seva cancel·lació, la presentació de VIP Guay va ser a càrrec del còmic Pepe Viyuela. En aquests mateixos anys va tenir una participació especial la cantant i actriu mexicana Thalia, durant la seva participació va cantar temes del seu repertori, va protagonitzar nombroses versions musicals de temes coneguts, que anaven des de 'Las flechas del amor' de Karina i 'Un sorbito de champán' de Los Brincos a temes de Grease, Marilyn Monroe i Pretty Woman de Roy Orbison
L'espai comptava també amb l'humor de Juan Carlos Martín, en el paper de Benavides.
En l'estiu de 1992, Aragó i Rueda van abandonar Telecinco, en ser contractats per Antena 3. Després de l'estiu VIP Noche (no així, VIP Guay), va reiniciar les seves emissions el 13 d'octubre conduït per Juan Luis Cano, Jaime Barella, Guillermo Fesser, Arancha del Sol i Heather Parisi sota el títol de VIP 93. No obstant això, el 10 de desembre es va emetre l'últim programa, en haver perdut en aquesta última etapa més d'un milió d'espectadors.

## Audiència
El 1990 va arribar a aconseguir el 21% de quota de pantalla (estiu de 1990) i el gener de 1992 en la seva versió de nit aconseguia el 25'3%.

## Premis
VIP Guay va obtenir el Premi TP d'Or de 1990 com a Millor Programa Infantil.
VIP Noche va obtenir el Premi TP d'Or de 1991 com a Millor Programa Musical i de Varietats.
El presentador Emilio Aragón, gràcies a l'espai, va aconseguir un Premi Ondas (1990), una Antena de Oro (1990) i dos TP d'Or (1990 i 1991), tots ells com a Millor Presentador.

## Versions
El 2007, La Sexta va emetre una nova versió del programa amb el títol de Tres en Raya, a càrrec de Carolina Ferre. No obstant això, els escassos índexs d'audiència van motivar que l'espai fos retirat de la graella després de l'emissió de tan sols dos programes. El 8 de gener, en la seva estrena, va tenir 301.000 espectadors (1,6% de quota de pantalla) i el 15 de gener 240.000 (1,3%).

## Curiositats
- Aragó, que procedia del concurs Saque bola, a Canal Sur, es va convertir en una autèntica celebritat nacional gràcies al programa. Fins al moment gaudia de certa popularitat i se'l reconeixia sobretot com el més petit de la saga de Els pallassos de la tele. VIP el va convertir en una autèntica estrella mediàtica. El seu particular estil de presentació, basat en la esponaneïtat, l'enginy i dosi d'humor blanc, li va comerciejar les simpaties d'amplis sectors de l'audiència. Va aprofitar l'èxit per a llançar el seu disc Te huelen los pies, en la Nadal de 1990 i va arribar a convertir-se en l'autèntic símbol de la cadena. Especialment popular es va fer l'abillament amb què presentava el programa: smoking negre i sabatilles esportives blanques.
- Des de juny de 1991, Emilio Aragón va assumir la direcció del programa, a més de la seva presentació.
- VIP va suposar la primera experiència davant una càmera de la qual després seria reconeguda com una de les actrius més destacades del cinema espanyol, Belén Rueda, qui a més va conèixer a través del programa a qui després seria el seu marit durant més de deu anys, el realitzador Daniel Écija.
- Va ser també la primera experiència en televisió per a la periodista Ana García Lozano, que va treballar en el programa com a coordinadora.
- El programa emès el 3 de maig de 1992 va comptar amb la presència dels llavors coneguts actors nord-americans Ian Ziering i Brian Austin Green, protagonistes de la sèrie Beverly Hills, 90210.

## Convidats
Entre les celebritats que van desfilar pel panell del concurs, figuren:
- Mr. T.
- Marifé de Triana.
- Thalía.
- Raquel Revuelta.
- Dúo Sacapuntas.
- Las Hermanas Hurtado.
- Loreto Valverde.
- Miguel Caiceo.
- Jesús Mariñas.
- Jaime de Mora y Aragón.
- Manolo Santana.
- Félix "El Gato".
- Natalia Estrada.
- Chicho Gordillo.
- Marta Valverde.
- Espartaco Santoni.
- Corín Tellado.
- Mirta Miller.
- Leticia Sabater.
- Miguel de los Santos.
- Enrique del Pozo.
- Sofía Mazagatos.
- Alfonso del Real.
- Carmen Rigalt.
- Jimmy Giménez-Arnau.
- Verónica Mengod.
- Paloma Cela.
- Emma Ozores.
- Paco Clavel.
- Manolo Codeso.
- Máximo Valverde.
- Faemino y Cansado.
- Elsa Anka.
- Emiliano Redondo.
- Goyo González.
- Mané.
- Alfonso Lussón.
- Jordi González.
- Guix i Murga.